# Комарка
Комарка (ісп. comarca) — традиційна назва регіонального або локального району управління, яке вживається в частині Іспанії, південній Франції, Панамі. У Португалії і Бразилії термін комарка (порт. comarca) використовується для позначення судового округу.
- Каталонія — 41 комарки;
- Валенсія — 34 комарки;
- Балеарські острови — 6 комарок;
- Північна Каталонія — 5 історичних комарок;
- Західна смуга — 4 комарки.

## Походження назви
Назва «комарка» походить від пізньолатинського commarca — «межа». У Середньовіччі використовували форми chomarcha, comarquia і commarca.